# Barthold Heinrich von Lützow
Barthold Heinrich von Lützow (22. marts 1654 i Gammelin – 8. februar 1729 på Tomb Hovedgård, Råde i Østfold) var en dansk officer.

## Karriere
Han var søn af Jaspar von Lützow af mecklenborgsk slægt og Catharina Elisabeth von Prehn, blev 1677 kaptajn ved 1. Jyske gevorbne Infanteriregiment, 1679 underfører ved Drabantgarden, 1681 kaptajn i Marineregimentet, 1682 i Fodgarden, 1689 brigademajor ved det danske hjælpekorps, der sendtes til Irland, blev her 1691 major ved Prins Frederiks Regiment, 1692 oberstløjtnant og deltog til 1696 i felttogene i Flandern, var 1697-99 oberst for et dansk infanteriregiment i polsk tjeneste, kom 1699 til Norge som chef for Smålenske nationale Infanteriregiment, blev 1709 brigader, 1710 generalmajor og fratrådte da regimentskommandoen, deltog 1711 i general, baron Woldemar Løvendals indfald i Båhus Len, var derefter chef for et af de 3 søndenfjeldske distrikter («Kantoner») langs svenskegrænsen, hvortil de norske stridskræfter var fordelt. I januar 1716 blev Lützow generalløjtnant og fungerede derefter et år som kommanderende general i Norge i general, friherre Erhard Wedel Jarlsbergs sted under dennes fravær, var dernæst chef for «smaalenske Kanton», indtil Wedel 30. maj 1718 tog afsked, og Lützow udnævntes til hans eftermand.

## Vurdering af felttoget i 1716
Lützows virksomhed som «general en chef», der således omfattede begge Carl XII's indfald i Norge (1716 og 1718), kan ikke ret bedømmes, uden at de vanskelige forhold, hvorunder han virkede, tages i betragtning. Stridskræfterne var – særligt i 1716 – fjendens numerisk underlegne og tillige uensartede både af sammensætning og værd. En omorganisation af de nationale norske tropper sattes, mod Lützows råd, i værk midt under krigen og gennemførtes i 1718, medens fjenden stod i landet. Hærledelsen var langtfra udelt lagt i Lützows hånd. Ikke blot, at han ved alle vigtigere afgørelser skulle høre – foruden sine generalers – de fra København opsendte kongelige generaladjudanters og 2 såkaldte «kommitterede Generalmajorers» mening; men der foregik en vigtig og ganske livlig militær korrespondance mellem København og Norge bag Lützows ryg, hvilket til dels synes at have medført krydsninger af Lützows planer og i hvert fald gjorde ham usikker i sin stilling. Hærens forplejning var i 1716 slet forberedt og forestodes i 1718 af den vistnok dygtige, men tillige egenmægtige generalkrigskommissær Georg von Bertouch, der gik sine egne veje og beredte Lützow mange vanskeligheder. Endelig må det erindres, at Lützow ikke – i modsætning til sine forgængere (Erhard Wedel måske undtaget) – var medlem af Slotsloven på Akershus, og at han derfor ingen del havde i landets civile administration.
Alt vel overvejet gør felttoget 1716 således Lützow ære. Ved at undgå en afgørelsesfægtning, men sætte sig fast i passerne og virke mod fjendens forbindelser og detacherede afdelinger fremhjalp han bedst muligt den situation, der tvang Carl XII tilbage fra Christiania. At kong Carl under dette tilbagetog ikke blev kraftig forfulgt, har man vistnok bebrejdet Lützow meget stærkt; men forklaringen kan her ligge i de store forplejningsvanskeligheder og flankekorpsernes sammensætning – væsentlig væbnede bønder –, der gjorde dem uanvendelige for en langtrækkende offensiv. Lützow blev efter dette felttog Hvid Ridder, og det var vistnok fortjent.

## Vurdering af felttoget i 1718
Ledelsen under felttoget 1718 er måske vanskeligere at forsvare. Vistnok var det mod Lützows udtrykkelige ordre, at stillingerne i Tistedalen og ved Svinesund opgaves uden kamp, og at flotillen på Idefjorden opofredes; men efter at forsvaret var lagt bag Glommenlinjen, gør han i over en måned intet forsøg på at forurolige fjenden under belejringen af Frederikssten. Oplandske Korps lå herunder uvirksomt eller anvendtes til påbegyndelse af en vidtløftig befæstning af tilgangene til Christiania, medens en påtænkt offensiv fra Blakjer med en oprullen af den fjendtlige linje som mål uden grund blev opgivet. Lützows passivitet bevirkede, at han først efter otte dages forløb fik besked om Carl XII's fald, og at svenskerne uforstyrret kunne trække sin hær tilbage over egne grænser.
1719 ledede Lützow den ublodige indmarch i Båhus Len, men fik kort efter tilladelse til at tage ophold på sit gods Tomb, medens generalløjtnant, grev Georg Wilhelm von Hedwiger Sponneck fik «Inspektionen over den militære Etat». 1. november 1720 fik Lützow endelig afsked i nåde og med pension. Han døde på Tomb 8. februar 1729.
Lützow var en rettænkende og human mand, der gjorde meget for at lette krigens byrder for bonde som for soldat. Han "er af den Slags, som man altid ønsker at have under sin Kommando", siger general,
baron Løvendal om ham i 1711; men han besad næppe den smidige energi, der behøvedes for at opretholde autoritet og indflydejse under de forhold, hvorunder han virkede som kommanderende general.

## Familie
Gift 1. (1700) med Margrethe Cathrine von Tritzschler (1687-1702), datter af generalløjtnant Hans Ernst von Tritzschler (gennem hende erholdt Lützow Tomb Herregård i Råde); 2. (1704) med Anne Margrethe Brockenhuus (1680-1768), datter af generalmajor Caspar Christopher Brockenhuus til Hovindsholm.